# 梁国扬
梁国扬（1951年1月—），男，祖籍台湾省台中县南投区草屯镇，生于上海，中华人民共和国政治人物、中华全国台湾同胞联谊会会长。

## 生平
1982年，毕业于上海师范大学历史系。同年加入中国共产党。毕业后，进入上海市政协文史资料委员会，担任编辑，后升任编辑室副主任，之后历任市政协办公厅秘书处副处长、专委会办公室主任、办公厅副主任、市政协副秘书长。1993年8月至1994年3月期间，担任《上海人民政协志》编辑委员会委员。1994年，兼任上海市台联副会长、台盟上海海市委副主委。2002年，加入台湾民主自治同盟。2005年1月，被增选为中华全国台湾同胞联谊会理事、常务理事、会长；同年3月，被增选为第十届全国政协常务委员。2005年7月29日，中国人民政治协商会议上海市委员会常务委员会议第19次会议上，决定免去其上海市政协副秘书长职位。
2007年12月，梁国扬在第八次全国台湾同胞代表大会上当选连任全国台联会长。2008年3月，当选第十一届全国人大常委、全国人大华侨委员会副主任委员。2012年11月当选中国共产党第十八届中央委员会候补委员。2012年12月20日，第九次全国台湾同胞代表会议召开，梁国扬卸任中华全国台湾同胞联谊会理事会会长，汪毅夫继任。2014年6月，当选第四届中国经济社会理事会常务理事；2017年6月，因工作原因，不再担任。